# Валентин Міхейле
Валентин Міхай Міхейле (рум. Valentin Mihai Mihăilă, нар. 2 лютого 2000, Тирговіште, Румунія) — румунський футболіст, нападник італійського клубу «Парма» та національної збірної Румунії.

## Ігрова кар'єра

### Клубна
Валентин Міхейле є вихованцем клубу «Університатя» (Крайова). У першій команді футболіст дебютував у липні 2018 року. З 2019 року Валентин постійно почав грати у основі. Наприкінці року його клуб відхилив пропозицію від столичного «Стяуа», який пропонував 5 мільйонів євро за гравця.
У жовтні 2020 року Міхейле перейшов до складу італійської «Парми», уклавши з клубом п'ятирічний контракт. Трансфер румунського вінгера обійшовся італійцям у 8,5 млн євро. За результатами сезону 2020/21 команда втратила місце в елітному дивізіоні, і гравець продовжив захищати її кольори на рівні Серії B.
Другу половину сезону 2021/22 без особливих успіхів провів в оренді у вищоліговій «Аталанті», після чого повернувся до «Парми».

### Збірна
Валентин Міхейле привернув до себе увагу, оформивши хет-трик у складі молодіжної збірної. 25 березня 2021 року футболіст дебютував у національній збірній Румунії, взявши участь у матчі відбору до чемпіонату світу 2022 року проти збірної Північної Македонії.

## Статистика виступів

### Статистика клубних виступів
Станом на 3 вересня 2022
| Сезон                       | Команда                     | Чемпіонат                   | Чемпіонат | Чемпіонат | Національний кубок | Національний кубок | Національний кубок | Континентальні кубки | Континентальні кубки | Континентальні кубки | Інші змагання | Інші змагання | Інші змагання | Усього | Усього | Усього |
| Сезон                       | Команда                     | Ліга                        | Ігор      | Голів     | Ліга               | Ігор               | Голів              | Ліга                 | Ігор                 | Голів                | Ліга          | Ігор          | Голів         | Ігор   | Голів  |        |
| --------------------------- | --------------------------- | --------------------------- | --------- | --------- | ------------------ | ------------------ | ------------------ | -------------------- | -------------------- | -------------------- | ------------- | ------------- | ------------- | ------ | ------ | ------ |
| 2017–18                     | «КС Університатя»           | Л1                          | 0         | 0         | КР                 | 1                  | 0                  | -                    | -                    | -                    | -             | -             | -             | 1      | 0      |        |
| 2018–19                     | «КС Університатя»           | Л1                          | 29        | 1         | КР                 | 2                  | 0                  | ЛЄ                   | 1                    | 0                    | СКР           | 0             | 0             | 32     | 1      |        |
| 2019–20                     | «КС Університатя»           | Л1                          | 28        | 7         | КР                 | 3                  | 2                  | ЛЄ                   | 1                    | 0                    | -             | -             | -             | 32     | 9      |        |
| серп.-жовт. 2020            | «КС Університатя»           | Л1                          | 5         | 0         | КР                 | 0                  | 0                  | ЛЄ                   | 1                    | 0                    | -             | -             | -             | 6      | 0      |        |
| Усього за «КС Університатя» | Усього за «КС Університатя» | Усього за «КС Університатя» | 62        | 8         |                    | 6                  | 2                  |                      | 3                    | 0                    |               | 0             | 0             | 71     | 10     |        |
| жовт. 2020–21               | «Парма»                     | A                           | 16        | 3         | КІ                 | 1                  | 1                  | -                    | -                    | -                    | -             | -             | -             | 17     | 4      |        |
| 2021-січ. 2022              | «Парма»                     | B                           | 13        | 2         | КІ                 | 0                  | 0                  | -                    | -                    | -                    | -             | -             | -             | 13     | 2      |        |
| січ.-черв. 2022             | «Аталанта»                  | A                           | 5         | 0         | КІ                 | 0                  | 0                  | ЛЄ                   | 2                    | 0                    | -             | -             | -             | 7      | 0      |        |
| 2022–23                     | «Парма»                     | B                           | 4         | 2         | КІ                 | 1                  | 1                  | -                    | -                    | -                    | -             | -             | -             | 5      | 3      |        |
| Усього за «Парму»           | Усього за «Парму»           | Усього за «Парму»           | 33        | 7         |                    | 2                  | 2                  |                      | -                    | -                    |               | -             | -             | 35     | 9      |        |
| Усього за кар'єру           | Усього за кар'єру           | Усього за кар'єру           | 100       | 14        |                    | 8                  | 4                  |                      | 5                    | 0                    |               | 0             | 0             | 113    | 18     |        |

### Статистика виступів за збірну
Станом на 3 вересня 2022
| Дата       | Місто     | Господарі  | Результат | Гості              | Турнір                               | Голи | Примітки |
| ---------- | --------- | ---------- | --------- | ------------------ | ------------------------------------ | ---- | -------- |
| 25-3-2021  | Бухарест  | Румунія    | 3 – 2     | Північна Македонія | Відбір до ЧС 2022                    | 1    | 14' 41'  |
| 28-3-2021  | Бухарест  | Румунія    | 0 – 1     | Німеччина          | Відбір до ЧС 2022                    | -    | 66'      |
| 31-3-2021  | Єреван    | Вірменія   | 3 – 2     | Румунія            | Відбір до ЧС 2022                    | -    | 81'      |
| 8-10-2021  | Гамбург   | Німеччина  | 2 – 1     | Румунія            | Відбір до ЧС 2022                    | -    | 60'      |
| 11-10-2021 | Бухарест  | Румунія    | 1 – 0     | Вірменія           | Відбір до ЧС 2022                    | -    | 81' 86'  |
| 25-3-2022  | Бухарест  | Румунія    | 0 – 1     | Греція             | товариський матч                     | -    | 75'      |
| 29-3-2022  | Нетанья   | Ізраїль    | 2 – 2     | Румунія            | товариський матч                     | -    |          |
| 4-6-2022   | Подгориця | Чорногорія | 2 – 0     | Румунія            | Ліга націй УЄФА 2022-2023 - 1-й етап | -    | 65'      |
| 11-6-2022  | Бухарест  | Румунія    | 1 – 0     | Фінляндія          | Ліга націй УЄФА 2022-2023 - 1-й етап | -    | 79'      |
| 14-6-2022  | Бухарест  | Румунія    | 0 – 3     | Чорногорія         | Ліга націй УЄФА 2022-2023 - 1-й етап | -    | 57'      |
| Усього     |           | Матчів     | 10        |                    | Голів                                | 1    |          |